# Оксид кобальта(IV)
Оксид кобальта(IV) — неорганическое соединение, гидрат оксида кобальта с формулой CoO2•H2O,
чёрный порошок,
не растворяется в воде.

## Получение
- Анодное окисление кобальта при электролизе щелочных растворов:

{\displaystyle {\mathsf {Co+2OH^{-}+H_{2}O\ {\xrightarrow {e^{-}}}\ CoO_{2}\cdot H_{2}O\downarrow +H_{2}\uparrow }}}
- Действие щелочного раствора иода на раствор сульфата кобальта(III):

{\displaystyle {\mathsf {Co_{2}(SO_{4})_{3}+I_{2}+8KOH\ {\xrightarrow {}}\ 2CoO_{2}\cdot H_{2}O\downarrow +2KI+3K_{2}SO_{4}+2H_{2}O}}}

## Физические свойства
Оксид кобальта(IV) образует чёрный порошок.
Не растворяется в воде.

## Химические свойства
- С оксидами металлов образует соли кобальтаты(IV):

{\displaystyle {\mathsf {CoO_{2}\cdot H_{2}O+Na_{2}O\ {\xrightarrow {}}\ Na_{2}CoO_{3}+H_{2}O}}}
{\displaystyle {\mathsf {CoO_{2}\cdot H_{2}O+MgO\ {\xrightarrow {}}\ MgCoO_{3}+H_{2}O}}}
{\displaystyle {\mathsf {CoO_{2}\cdot H_{2}O+2BaO\ {\xrightarrow {}}\ Ba_{2}CoO_{4}+H_{2}O}}}